# Strescher-Halbinsel
Die Strescher-Halbinsel (bulgarisch полуостров Стрешер poluostrow Strescher) ist eine 24 km lange, 30 km breite und größtenteils vereiste Halbinsel im Westen des Grahamlands auf der Antarktischen Halbinsel. Sie liegt zwischen der Holtedahl Bay im Nordosten, der Auvert Bay im Nordwesten und der Darbel Bay im Südwesten. Ihr westlicher Ausläufer, das Kap Bellue trennt die Graham-Küste im Nordosten von der Loubet-Küste im Südwesten.
Britische Wissenschaftler kartierten sie 1976. Die bulgarische Kommission für Antarktische Geographische Namen benannte sie 2013 nach einem Berg im bulgarischen Balkangebirge.